# Chlamydomonas reinhardtii
Chlamydomonas reinhardtii ist eine eukaryotische, einzellige Grünalgenart aus der Gattung Chlamydomonas. Sie wurde von der Sektion Phykologie der Deutschen Botanischen Gesellschaft als Alge des Jahres 2014 ausgewählt.

## Beschreibung

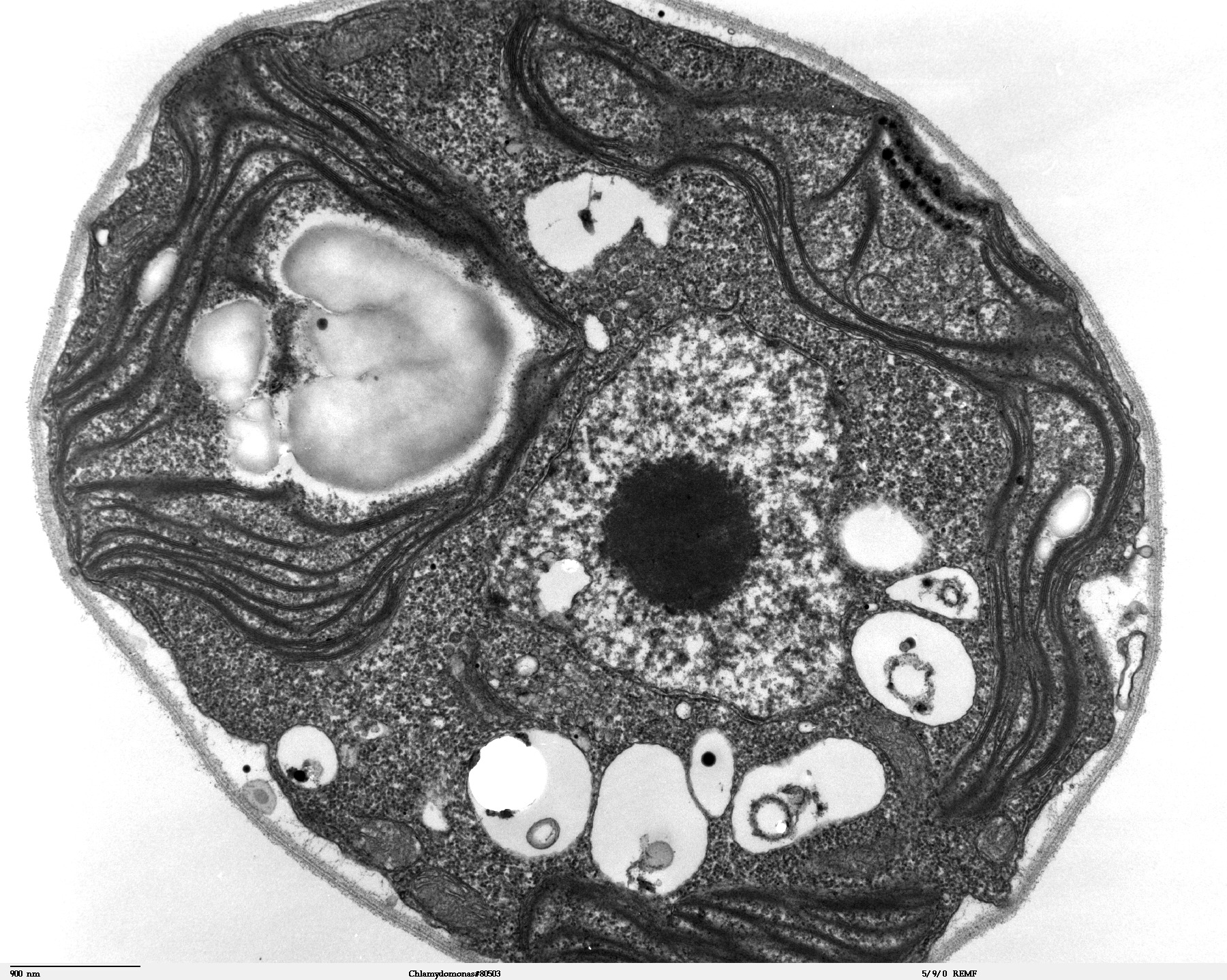
Transmissionselektronenmikroskopische Aufnahme eines Schnitts durch C. reinhardtii

Zeichnung eines TEM-Schnitts
1. Geißel, 2. Mitochondrium, 3. Kontraktile Vakuole, 4. Augenfleck, 5. becherförmiger Chloroplast, 6. Golgi-Apparat, 7. Stärkekörner, 8. Pyrenoid, 9. Vakuole, 10. Zellkern, 11. Endoplasmatisches Retikulum, 12. Zellmembran, 13. Zellwand

Chlamydomonas reinhardtii ist ein 3 bis 10 Mikrometer großer Hüllenflagellat mit eiförmiger Gestalt. Die beiden gleich langen (isokonten) Geißeln dienen der Fortbewegung. Die Schläge der Geißeln erfolgen nacheinander, und zwar mit einer kleinen Verzögerung. Dadurch entsteht eine Überlagerung ihrer Vorwärtsbewegung durch eine Rotation um die Längsachse der Alge mit einer Frequenz von etwa 1 Hertz. Die Fortbewegung der Zelle ist lichtgesteuert. 
Die Zellmembran ist an der Vorderseite nicht zu einer Papille verdickt. Der Chloroplast besitzt ein großes Pyrenoid. 
Es ist ein Augenfleck (Stigma) von etwa 1 Mikrometer Durchmesser vorhanden. Er ist durch eingelagerte Carotinoide orange gefärbt und gut erkennbar. Der Augenfleck liegt mit einem Abstand von etwa 10 Mikrometer von den Geißeln leicht oberhalb des Zelläquators. Als Photorezeptor sind Rhodopsin-ähnliche Proteine, sogenannte Channelrhodopsine, darin eingelagert.

## Lebensraum
Die Art lebt im Süßwasser, man findet sie vor allem in nährstoffreichen Kleingewässern. Sie ist weltweit verbreitet.

## Fortpflanzung
Die Alge kann sich sowohl vegetativ als auch geschlechtlich durch Gameten vermehren. Die geschlechtliche Fortpflanzung wird durch Nährstoffmangel (insbesondere Stickstoffmangel) induziert. Dabei ist die Zygote das einzige diploide Stadium, das widrige Umstände überdauert und beim Keimen nach einer Meiose wieder haploide Nachkommen hervorbringt.

## Lichtgesteuertes Verhalten
Chlamydomonas reinhardtii besitzt mit dem Augenfleck einen lichtsensitiven Apparat zur Phototaxis. Die Alge kann die Richtung und die Intensität von einfallendem Licht ermitteln. Bei niedriger Beleuchtungsstärke schwimmt sie auf die Lichtquelle zu, bei hoher Intensität von dieser weg. Dadurch optimiert sie ihre Photosynthese und damit die Zellernährung. Die Alge kann sowohl phototroph (unter Ausnutzung des Lichtes) als auch heterotroph (auf Nährmedium) leben.

## Bedeutung als Forschungsobjekt
Die Geißeln von C. reinhardtii sind ebenso aufgebaut wie die menschlicher Spermien und vieler anderer Lebewesen. Diese Alge wurde als Modellorganismus für das Studium der Struktur und Funktion der Geißeln gewählt, weil sie sich sehr leicht kultivieren lässt und weil sie etwa durch einen pH-Schock zum Abwerfen der Geißeln veranlasst werden kann.
Das Genom von C. reinhardtii ist vollständig sequenziert. Zu Forschungszwecken wurden viele unterschiedliche Mutanten des Wildtyps gezüchtet, die zum Beispiel Zellwanddefekte aufweisen oder „blind“ sind.
Ein Forschungsschwerpunkt ist die genetische Modifikation von C.reinhardtii hin zu Stämmen, die in industriell nutzbarem Maße Wasserstoff erzeugen können. Parallel dazu gibt es eine Reihe von wissenschaftlichen Projekten zur Entwicklung von leistungsfähigen Bioreaktoren zur Wasserstoffproduktion.
Interessant erscheint auch die Fähigkeit, Cellulose zu spalten und zur Energiegewinnung zu nutzen. Die Alge könnte somit als Biokatalysator für die Herstellung von Cellulose-Biokraftstoffen (z. B. Cellulose-Ethanol) dienen.
In einer 2021 veröffentlichten Studie konnte gezeigt werden, dass infolge Selektionsdruck durch Fressfeinde innerhalb von nur 500 Generationen Mutationen entstanden, die C. reinhardtii zur Bildung von Kolonien befähigten.